# Anthomyia amoena
Anthomyia amoena este o specie de muște din genul Anthomyia, familia Anthomyiidae. A fost descrisă pentru prima dată de Macquart în anul 1851. Conform Catalogue of Life specia Anthomyia amoena nu are subspecii cunoscute.